# أوروراكوين
أوروراكوين (بالإنجليزية: Auroracoin)؛ (الرمز: AUR ، الرمز: ᚠ) هي عملة معماة بنظام ند لند، تم إطلاقها في فبراير 2014 كبديل آيسلندي لعملة البيتكوين والكرونة الأيسلندية. وذكر فريق العملة في 25 مارس 2014 انهم يخططون لتوزيع نصف العملات الذي سيتم إنشاؤها عند الإطلاق لـ 330 ألف مواطن يحمل الهوية الوطنية في أيسلندا وبحدود 31.8 وحدة لكل شخص.
من نواح كثيرة يمكن اعتبار آيسلندا مكان مثالي للعملات المشفرة، وهي:
- الاستخدام المحدود للنقد
- الإلمام الشامل بالتمويل الإلكتروني
- المجتمع مهتم بالبيتكوين
- عدم استقرار الكرونة على المدى الطويل.

## الإسقاط الجوي
تم استخدام نظام تحديد الهوية الوطنية لمنح 50٪ من إجمالي إصدار العملة لسكان أيسلندا، وهي عملية أطلق عليها اسم «الإسقاط الجوي»، لان المطور كان يأمل في تمهيد تأثير الشبكة لإدخال الثقافة الرقمية والعملات المشفرة إلى الجمهور الوطني.

## روابط خارجية
- الموقع الرسمي